# Ballinalee
Ballinalee (iriska: Béal Átha na Lao) är en ort i republiken Irland.   Den ligger i grevskapet An Longfort och provinsen Leinster, i den norra delen av landet, 100 km nordväst om huvudstaden Dublin. Ballinalee ligger 57 meter över havet och antalet invånare är 308.
Terrängen runt Ballinalee är huvudsakligen platt. Ballinalee ligger nere i en dal. Runt Ballinalee är det ganska glesbefolkat, med 23 invånare per kvadratkilometer. Närmaste större samhälle är Longford, 10,8 km sydväst om Ballinalee. Trakten runt Ballinalee består i huvudsak av gräsmarker.